# Let’s Call the Whole Thing Off
Let’s Call The Whole Thing Off ist ein 1937 von George Gershwin (Musik) und Ira Gershwin (Text) für das Filmmusical Tanz mit mir geschriebener Song. Im Film unter der Regie von Mark Sandrich wird der Song von Fred Astaire und Ginger Rogers zunächst gesungen, danach von ihnen auf Rollschuhen getanzt.

## Text
Der von Ira Gershwin geschriebene Text setzt sich humoristisch mit verschiedenen Dialekten im englischsprachigen Raum auseinander und besitzt bis heute einen großen Bekanntheitsgrad:
You say either and I say either, You say neither and I say neither

Either, either Neither, neither, Let's call the whole thing off.

You like potato and I like potahto, You like tomato and I like tomahto

Potato, potahto, Tomato, tomahto, Let's call the whole thing off

## Versionen
Noch im Jahr der Erstveröffentlichung nahm Astaire den Song nochmals gemeinsam mit Johnny Greens Orchester auf. Über die Jahrzehnte wurde Let’s Call The Whole Thing Off von Künstlern wie Billie Holiday, Sam Cooke, Ella Fitzgerald, Louis Armstrong und Brian Wilson gecovert. Der Diskograf Tom Lord listet im Bereich des Jazz 84 Coverversionen (Stand 2017) des Titels, u. a. von Red Nichols/Cliff Weston (1937), Buddy DeFranco, Mel Tormé, Sarah Vaughan, George Shearing, Oscar Peterson, Earl Hines, Ben Sidran, Ray Charles, Roland Hanna, Clark Terry, John Dankworth, George Melly/Digby Fairweather, Marty Grosz, Uri Caine und zuletzt 2015 von Seamus Blake/Chris Cheek.  Der Song wurde ebenfalls für zahlreiche Filme und Fernsehserien wiederverwendet, beispielsweise wird er im Film Harry und Sally im Duett von  Ella Fitzgerald und Louis Armstrong gesungen. In einer Folge von Die Simpsons wird das Lied von Homer und Marge Simpson interpretiert.

## Ehrungen
Das American Film Institute wählte Let’s Call The Whole Thing Off im Jahre 2004 auf Platz 34 der 100 besten US-amerikanischen Filmsongs.